# Apollon le grillon et les drôles de petites bêtes

Apollon le grillon et les drôles de petites bêtes est une série télévisée d'animation française, diffusée à partir du 6 avril 2019 sur France 5. Elle est réalisée par Augusto Zanovello et produite par Aton Soumache, Cédric Pilot et Lilian Eche. Ses auteurs sont Antoon Krings et Hervé et Olivier Pérouze.
La série comporte 52 épisodes de 15 minutes environ. Elle fait suite à la série Drôles de petites bêtes (2001), et aux films Drôles de petites bêtes : Les Quatre Saisons (2005), et Drôles de petites bêtes (2017).

## Liste des épisodes
1. Retour au jardin (1ère partie)
2. Retour au jardin (2ème partie)
3. L'envolée de Sphinx
4. Et partout dans la ruche
5. Cadeau royal
6. Où est Huguette ?
7. Rush à la ruche
8. Les contes du jardin
9. To be or not to be
10. L'esprit de la ruche
11. Le porte-bonheur de Léon
12. Bébés sur les bras
13. Capharnaum
14. La toile blanche
15. Double jeu
16. La danse de Krypton
17. Inimitable
18. Le lutin du jardin
19. Des vacances pour Marie
20. L'aventurier
21. Le rêve de Léon
22. Et toc !
23. Oups !
24. Virés !
25. Le voyage de Marie
26. Incognito mais pas trop
27. À la belle étoile
28. La métamorphose d'Huguette
29. Le bal
30. Swing à 5 temps
31. Péage à la souche
32. Professeur Loustic
33. Les nuits sans sommeil de Krypton
34. Prédictions
35. Drôle de manières
36. Un chambellan de rechange
37. Meilleures ennemies
38. Au travail Huguette !
39. Tricherie
40. Formée chez les frelons
41. Le chanteur de la nuit
42. Cap' ou pas cap' ?
43. Pas touche à la mouche
44. La fête façon Loustic
45. Où es-tu Séneçon ?
46. Le convoi
47. Le remède
48. Trois quatre !
49. Butin royal
50. Amnésie
51. À la diète
52. Après minuit